# Juniperus oxycedrus
Il ginepro rosso (Juniperus oxycedrus L.) è una pianta a portamento arbustivo, presente in Italia, appartenente alla famiglia delle Cupressaceae.  È una specie caratteristica della macchia mediterranea.

## Descrizione

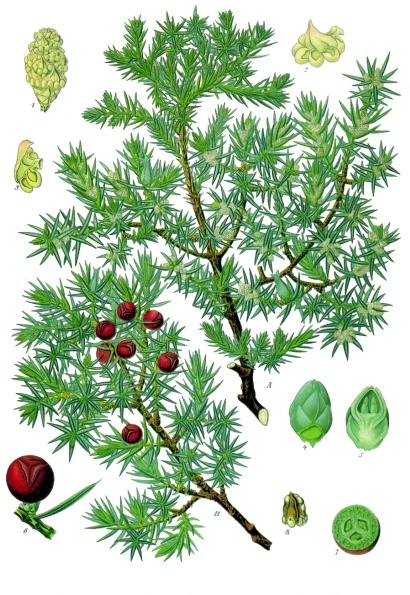
Illustrazione di J. oxycedrus

Ha portamento eretto come il ginepro comune, e può superare gli otto metri d'altezza. Si distingue dal ginepro comune osservando le foglie (aghi), che presentano due righe bianche anziché una; dette righe bianche sono le file di stomi.

### Ginepro coccolone
Una sottospecie importante è: Juniperus oxycedrus L. ssp. macrocarpa, il cui nome comune è "ginepro coccolone"; è caratterizzata dai galbuli più grandi e da una maggiore rarità. Anche questa sottospecie ha due righe bianche negli aghi, ma questi sono più corti e la pianta ha un portamento meno verticale.

## Distribuzione e habitat
J. oxycedrus è originario del Mediterraneo ed è presente in Marocco e Portogallo, in Francia, in Iran e nel sud del Libano e in Israele. Cresce su terreni rocciosi, dal livello del mare a 1600 m di altitudine. L'epiteto oxycedrus significa "cedro affilato" e le sue specie potrebbero derivare dal cedrus degli antichi greci.
Il ginepro coccolone, da parte sua, cresce sulle distese costiere sabbiose delle rive del Mediterraneo.

## Usi

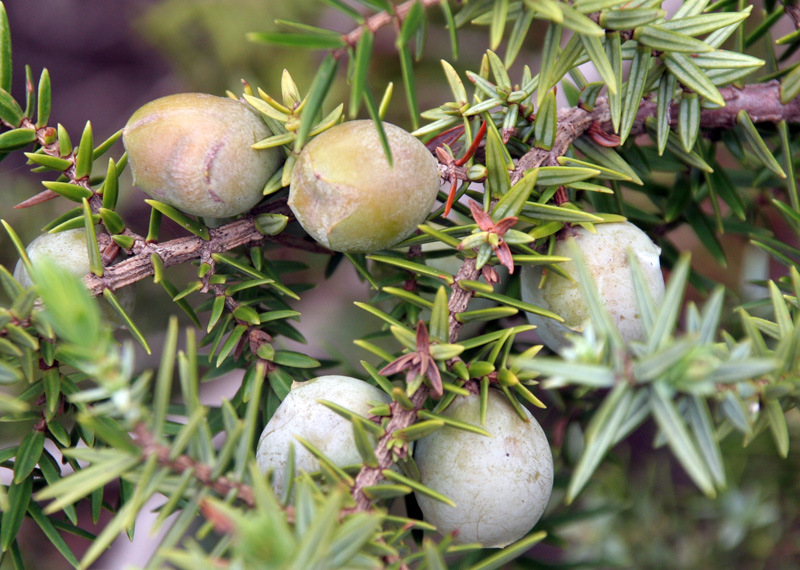
Coccole

Dal suo fusto si ricava un legno pregiato, scuro e profumato, duro da lavorare. In Italia il taglio è vietato.
Fornisce, inoltre, un catrame vegetale ancor oggi impiegato nelle affezioni locali della pelle, incorporato in pomate.